# Jean-Noël Labat
Jean-Noël Labat ( 1959 -2011 ) fue un botánico francés, que trabajó como profesor en el Museo Nacional de Historia Natural de Francia, de París, y en el Departamento de Sistemática y Evolución del CNRS. Era especialista en fabáceas, especialmente de Madagascar.

## Algunas publicaciones
- 1995. Listado floristico del estado de Michoacán, sección II (Angiospermae: Compositae): Végétation du Nord-Ouest du Michoacán, Mexique

### Libros
- joani Hocquenghem, jean-noël Labat, yvon Le Bot. 2006. Knopf Guide Mexico. 456 pp. ISBN 0-375-71125-2

## Honores

### Epónimos
- (Asteropeiaceae) Asteropeia labatii G.E.Schatz, Lowry & A.-E.Wolf[1]
- (Boraginaceae) Hilsenbergia labatii J.S.Mill.[2]
- (Euphorbiaceae) Euphorbia labatii Rauh & Bard.-Vauc.[3]
- (Orchidaceae) Bulbophyllum labatii Bosser[4]
- (Rubiaceae) Coffea labatii A.P.Davis & Rakotonas.[5]
- (Vitaceae) Cyphostemma labatii Desc.[6]

- La abreviatura «Labat» se emplea para indicar a Jean-Noël Labat como autoridad en la descripción y clasificación científica de los vegetales.[7]